# Otto. Autobiografia di un orsacchiotto
Otto. Autobiografia di un orsacchiotto (Otto. Autobiographie eines Teddybären) è un libro illustrato di Tomi Ungerer. Pubblicato originariamente nel 1999, in Italia è stato stampato da Mondadori nel 2003.

## Trama
Un vecchio orsetto di pezza ripercorre la sua vita, da quando negli anni trenta viene confezionato in un negozio per giocattoli della Germania sino alla sua nuova vita dopo innumerevoli traversie.
Regalato a Davide, un bambino ebreo, alla vigilia del secondo conflitto mondiale, Otto diventa presto il compagno di giochi inseparabile del suo padroncino e del migliore amico Oscar. Separato il trio a causa della guerra, Davide viene deportato assieme alla sua famiglia, Oscar vede partire il padre per la guerra e trascorre lui stesso i suoi giorni chiuso in un rifugio antiaereo con la madre finché il crollo di questo ne fa perdere le tracce. Otto viene allora raccolto da un soldato americano cui fortuitamente salva la vita da un proiettile mortale. Negli USA Otto diventa il peluche della figlia dell'uomo, ma a causa di alcuni bulli finisce per strada, abbandonato. Raccolto da una senzatetto, viene venduto ad un rigattiere ed è proprio lì che Oscar, ormai invecchiato, lo ritrova. La storia finisce sui giornali e presto pure Davide ricontatta l'amico; dopo anni i tre sono di nuovo tutti assieme e ad Otto non resta che scrivere le proprie straordinarie memorie.

## Edizioni
- Tomi Ungerer, Otto. Autobiografia di un orsacchiotto, traduzione di Caterina Ottaviani, Arnoldo Mondadori Edizioni, 2003, ISBN 88-04-51527-9.
- Tomi Ungerer, Otto. Autobiografia di un orsacchiotto, traduzione di Caterina Ottaviani, Arnoldo Mondadori Edizioni, 2012,  p. 56, ISBN 978-88-04-61712-9.